# Bundesstraße 274
Die Bundesstraße 274 (Abkürzung: B 274) führt vom Mittelrheintal über die Hochflächen des Hintertaunus ins Aartal, beginnend an der B 42 in Sankt Goarshausen, mit einer Umgehungsstraße an Nastätten vorbei, durch Holzhausen an der Haide, dabei die Bäderstraße kreuzend, und weiter über Katzenelnbogen zur B 54 in Zollhaus (Verbandsgemeinde Aar-Einrich).
Sie verläuft vollständig in Rheinland-Pfalz. Zwischen Nastätten und Holzhausen nähert sich die Landesgrenze zu Hessen der Straße auf wenige Meter.

## Geschichte
Ursprünglich verlief die Bundesstraße 274 durch Nastätten und Buch direkt nach Holzhausen. Später wurde sie auf eine beide Orte südlich umgehende Trasse verlegt, die an einem Kreisverkehr in die B 260 einmündet, der die B 274 nun ein kurzes Stück bis nach Holzhausen folgt, wo sie wieder abzweigt und ihren Weg nach Katzenelnbogen fortsetzt.
Die alte Trasse über Buch wurde zur Kreisstraße 107 abgestuft. In der Ortslage Buch führt sie noch immer den Straßennamen Bundesstraße.

## Übersicht
- Länge: 34,2 km
- Anfangspunkt: Sankt Goarshausen
- Endpunkt: Zollhaus

## Verlauf
- Sankt Goarshausen
- Bogel
- Nastätten
- Holzhausen an der Haide
- Rettert
- Oberfischbach
- Mittelfischbach
- Katzenelnbogen
- Zollhaus